# Henry William Connor
Henry William Connor (* 5. August 1793 in Amelia Court House, Prince George County, Virginia; † 6. Januar 1866 in Beatties Ford, North Carolina) war ein US-amerikanischer Politiker. Zwischen 1821 und 1841 vertrat er den Bundesstaat North Carolina im US-Repräsentantenhaus.

## Werdegang
Henry Connor studierte bis 1812 am South Carolina College in Columbia. Im Jahr 1814 nahm er als Stabsoffizier im Rang eines Majors an einem Feldzug gegen den Stamm der Creek teil. Später ließ er sich in Falls Town (North Carolina) nieder, wo er sich als Pflanzer betätigte. Politisch gehörte Connor damals der Demokratisch-Republikanischen Partei an. In den 1820er Jahren schloss er sich der Bewegung um den späteren Präsidenten Andrew Jackson an und wurde Mitglied der von diesem 1828 gegründeten Demokratischen Partei.
Bei den Kongresswahlen des Jahres 1820 wurde Connor im elften Wahlbezirk von North Carolina in das US-Repräsentantenhaus in Washington, D.C. gewählt, wo er am 4. März 1821 die Nachfolge von William Davidson antrat. Nach neun Wiederwahlen konnte er bis zum 3. März 1841 zehn Legislaturperioden im Kongress absolvieren. Von 1831 bis 1839 war er Vorsitzender des Postausschusses. In der zweiten Hälfte der 1820er Jahre wurde im Kongress heftig zwischen den Anhängern und Gegnern von Andrew Jackson gestritten. Zwischen 1829 und 1837 war die Politik des inzwischen zum Präsidenten aufgestiegenen Jackson Gegenstand der Diskussionen. Dabei ging es vor allem um die umstrittene Durchsetzung des Indian Removal Act, die Nullifikationskrise mit dem Staat South Carolina und die Bankenpolitik des Präsidenten.
Im Jahr 1840 verzichtete Henry Connor auf eine weitere Kongresskandidatur. Zwischen 1848 und 1850 saß er im Senat von North Carolina. Danach zog er sich aus der Politik zurück. Er überlebte noch den Bürgerkrieg und starb am 6. Januar 1866 in Beatties Ford.